# カンナビノイド審査委員会
カンナビノイド審査委員会（カンナビノイドしんさいいんかい）は、違法な製品を市場から駆逐するため、現時点で日本国内における民間最高水準の調査を行うことができるカンナビノイド専門の審査委員会である。
カンナビジオール（CBD）製品は、すでに海外の市場では数多く出回っており、今後日本にも普及されると予想される。 現状、CBD 製品は個人輸入含めインターネットでも販売されているが、そのほとんどは輸入品で国内での調査・分析はされてなく違法成分が配合されている可能性が高い製品である。それらを放置しておくと重大な事故や事件につながる可能性がある。
現在まで、これらの製品を第三者として調査・分析し、適法性（医薬品、医療機器等の品質、有効性及び安全性の確保等に関する法律（薬機法）、大麻取締法、麻薬及び向精神薬取締法、不当景品類及び不当表示防止法（景品表示法）等の各法令）と安全性について審査する機関がなかったことが大きな原因。
本委員会では企業からの依頼や消費者 からの通報を受けてCBDやテトラヒドロカンナビノール（THC）の量などに違法性がないか調査・分析し、必要に応じて厚生労働省などの行政機関に情報提供を行う。
また「CBDやTHCの量だけでなく、大麻取締法が禁止している 大麻草の部位から精製されたＣＢＤが含まれていないか」、「麻薬及び向精神薬取締法違反の有無という観点から麻薬指定成分化学合成ＴＨＣが含まれていないか」、「食品用途のCBD製品では禁止溶媒が使用されていないか。」などの薬機法、大麻取締法、麻薬及び向精神薬取締法、景品表示法等の各法令に違反していないか、について現時点で日本国内における民間最高水準での調査・分析を行っている。
本委員会の所属する日本化粧品協会は2023年4月に東京⼤学⼤学院医学系研究科⽪膚科学との共同研究「東京⼤学⼤学院医学系研究科臨床カンナビノイド学」社会連携講座を設置し、植物性カンナビノイドの基礎研究および臨床研究を行っている。

## 審査

### 審査について
カンナビノイド審査委員会が調査・精密な分析を行い、審査基準をクリアした製品には「適法・安全」の目印として審査済証を付与している。
「大麻取締法が禁止している大麻草の部位から抽出・製造されたCBDが含まれていないか」、「麻薬及び向精神薬取締法で禁止している麻薬指定成分ＴＨＣ等が含まれていないか。」「食品用途のCBD製品では禁止溶媒が使用されていないか。」などの薬機法、大麻取締法、麻薬及び向精神薬取締法、景品表示法等の各法令に違反していないかについて民間最高水準での調査・分析を行う。

### 審査の基準について
①関東信越厚生局麻薬取締部へ提示した成分分析書など3種の書類（「大麻草の禁止された部位から抽出・製造していない」証明書・成分分析書・原材料および製造工程の写真）」が適正なものかどうか
②薬機法、大麻取締法、麻薬及び向精神薬取締法、景品表示法等の法令に違反していないか
③残留溶媒・残留農薬・重金属検査等の結果に加え、トレーサビリティや製造所の衛生面において、法令及び業界の定める基準を満たしているか
④溶媒を使用している場合、溶媒についても③と同様の基準を満たしているか
⑤収率データを分析し、収率に矛盾が無いか（収率：ある物質を得るための化学プロセスにおいて、理論上得ることが可能なその物質の最大量（理論収量）に対する実際に得られた物質の量（収量）の比率である。そのプロセスがすぐれているかどうかの指標の一つ）
以上の①～⑤の指標を用い、主として法令及び業界の定める基準を満たしているか、という基準で審査を行う。

## 役員
【理事会】
| 代表理事 | 引地功一 |                               |
| 理 事    | 久保信保 | 第35代総務省消防庁長官        |
| 理 事    | 石塚花絵 | 中央大学法学部兼任講師 弁護士 |

【調査委員会】
委員定数8名、その他 全国調査員
【講師委員会】
| 協会公認講師 | 各専門分野 ※ | 10名（2019年8月1日現在） |

## 所在地
〒113-0034　東京都文京区湯島2-3-3 マックビルB1